# Нейштадт, Яков Исаевич
Яков Исаевич Нейштадт (6 октября 1923, Москва — 23 марта 2023, Беэр-Шева) — советский, российский и израильский шахматист и шахматный литератор, мастер спорта СССР (1961), международный мастер ИКЧФ (1971), судья всесоюзной категории (1975), заслуженный международный мастер ИКЧФ (2003).

## Профессиональная карьера
Участник чемпионата Москвы 1956 года. В 1956 году вышел в полуфинал чемпионата СССР, где сыграл вничью с победителями А. И. Хасиным и К. А. Кламаном. Возглавлял вторую команду СССР в полуфинале 7-й (1968—1972) и 8-й (1972—1977) заочных олимпиад. Бронзовый призёр 2-го чемпионата Европы по переписке (1964—1967 гг.).
Ответственный секретарь журнала «Шахматы в СССР» (1955—1973). Заместитель главного редактора (1974—1976), затем главный редактор еженедельного шахматно-шашечного приложения «64» к газете «Советский спорт» (1977—1979, до его закрытия). Автор многих книг и статей по истории и теории шахмат, ряд из которых переведён на иностранные языки.

## Биография
В начале Великой Отечественной войны окончил пехотное училище в звании лейтенанта, был командиром стрелкового взвода и роты, участвовал в боях под Харьковом, Кривым Рогом, Кировоградом, в Молдавской ССР. Был дважды ранен (1942, 1944). После демобилизации окончил юридический факультет Московского государственного университета.
В начале 1990-х годов поселился в Беэр-Шеве. Умер там же 23 марта 2023 года.

## Семья
- Отец — Исаак Моисеевич Нейштадт (1893—1955)[9].
- Жена — Елена Зиновьевна Смелянская (род. 1927), художница[10].
- Двоюродный брат — писатель Виктор Ардов[11]. Двоюродная сестра — Нателла Георгиевна Лордкипанидзе (1925—2014), театральный критик, театровед и журналист[11][12].

## Книги
- Шахматы до Стейница, М., 1961. — 280 с.;
- Принятый ферзевый гамбит, М., 1965. — 200 с.;
- Отказанный ферзевый гамбит, М., 1967. — 328 с.;
- Каталонское начало, М., 1969 и 1986. — 144 с. и 302 с.;
- Первый чемпион мира (В. Стейниц), М., 1971. — 288 с.;
- 250 ловушек и комбинаций, М., 1973. — 128 с.;
- Некоронованные чемпионы: Филидор, Лабурдоннэ, Стаунтон, Андерсен, Морфи, М., 1975. — 302 с.;
- По следам дебютных катастроф, М., 1979. — 304 с.;
- Шахматный практикум, т. 1 — М., 1980. — 239 с., т. 2 — М., 1997;
- Шахматный университет Пауля Кереса, М., 1982. — 223 с.;
- Зигберт Тарраш, М., 1983. — 272 с.;
- Schachpraktikum / Jakow Neistadt. — Berlin: Sportverlag, 1983. — 324 с.;
- Каталонское начало. — М.: Физкультура и спорт, 1986. — 304 с. — (Теория дебютов). — 100 000 экз.
- Zauberwelt der Kombination, Berlin, 1987;
- Damenopfer / Jakow Neistadt. - Berlin: Sportverl., 1988. — 222 с.;
- Жертва ферзя, М., 1989. — 157 с.;
- Дебютные ошибки и поучительные комбинации, М., 2000 и 2003;
- Стейниц. Искатель истины, М., 2004. — 365 с.;
- Когда не жаль ферзя, М., 2005. — 268 с.;
- Žrtva dame / J. I. Nejštadt. — Beograd: Caissa, 2005. — 207 с.;
- Viljem Štajnic prvi šampion sveta / J. I. Nejštadt. — Novi Beograd: Caissa, 2006. — 198 с.;
- Nekrunisani šampioni: Filidor, Laburdone, Staunton, Andersen, Morfi / J. I. Nejštadt. — Novi Beograd: Caissa, 2006. — 204 с.;
- Zigbert Taraš / J. I. Nejštadt. — Novi Beograd: Caissa, 2008. — 199 с.;
- Ваш решающий ход, М., 2009 и 2014. — 320 с.;
- Выиграть уже в дебюте. М., 2015. — 384 с.